# 547599 Viraghalmy
547599 Viraghalmy este o planetă minoră (asteroid) din centura de asteroizi. A fost descoperită pe 12 octombrie 2010 la Piszkéstetői Obszervatórium⁠(d) de  și a fost numită după Géza Virághalmy⁠(d). 
Obiectul prezintă o orbită caracterizată de o semiaxă mare de 2,7513888158794 UAi, o excentricitate de 0,18299270602349, o înclinație de 7,7242178768889 ° în raport cu ecliptica.